# Selb
Selb là một thị xã ở huyện Wunsiedel, ở Upper Franconia, Bayern, Đức. Đô thị này tọa lạc ở Fichtelgebirge, tại biên giới với Cộng hòa Séc, 20 km về phía tây bắc của Cheb và 23 km về phía đông nam của Hof.
Dân số cuối năm 2006 là 16.799 người.